# Artists Drive
Artists Drive est une route du comté d'Inyo, en Californie, dans le sud-ouest des États-Unis. Entièrement protégée au sein du parc national de la vallée de la Mort, cette route touristique longue de 14,5 kilomètres permet d'atteindre depuis la Badwater Road un point de vue panoramique sur l'Artists Palette, une formation rocheuse remarquable.